# Parque nacional Los Volcanes
El Parque Nacional Los Volcanes es el área natural protegida en El Salvador, que comprende tres de los 14 volcanes “jóvenes”,  de la Cordillera Apaneca-Ilamatepec: Volcán de Santa Ana, Volcán de Izalco y Cerro Verde, ubicados en los departamentos de Santa Ana y Sonsonate. El parque tiene una extensión de 4,500 hectáreas, entre tierras estatales, municipales y privadas. Posee elevaciones que oscilan entre los 500 y una máxima 2,381 metros sobre el nivel del mar.

## Geología

### Volcán de Izalco
A través de la historia, este coloso era llamado “El Faro del Pacífico” debido a que servía de guía por la noche para los barcos que navegaban por las costas salvadoreñas. Sin cesar y por casi 196 años, el volcán ofrecía un espectáculo de cascadas de lava y rocas al rojo vivo lanzadas al aire, que caían sin provocar mayor peligro en los sembradíos al pie del volcán. Esta actividad llegó a formar un cono de 650 metros sobre la llanura vecina (1,952 metros sobre el nivel del mar), con un Cráter volcánico de 250 metros de diámetro.

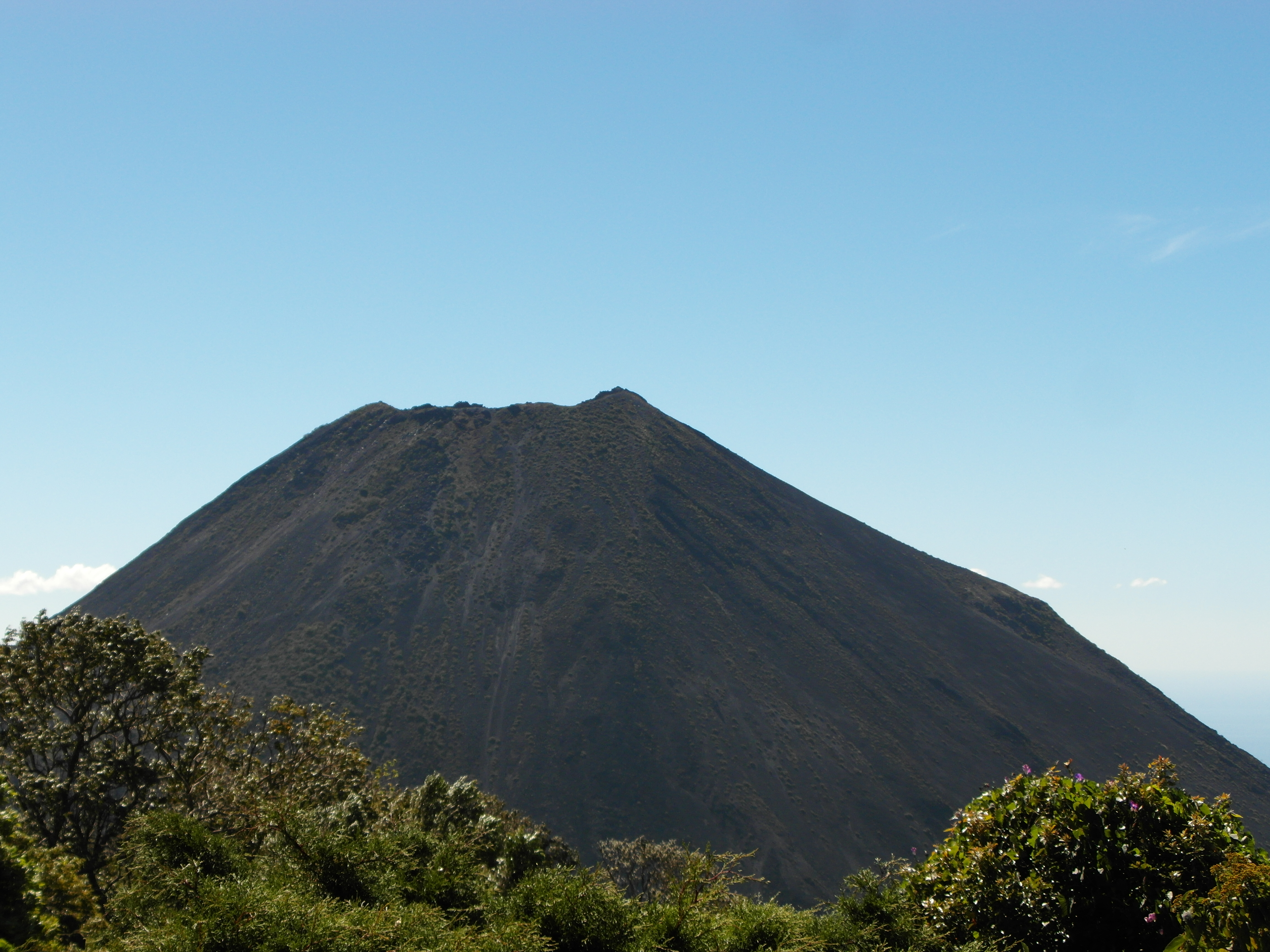
vista del Izalco

### Volcán Cerro Verde
En El Salvador se le conoce simplemente como Cerro Verde, pero en realidad se trata de un volcán que nació aproximadamente 1.5 millones de años atrás y tuvo su última erupción hace unos 25 mil años. Tiene una altura aproximada de 2,030 m s. n. m., y su cráter se encuentra erosionado y cubierto por bosque nebuloso (selva mediana perennifolia), por lo que el turista puede confundirlo con un cerro.

### Volcán de Santa Ana
Es el mayor de los volcanes del Complejo (popularmente conocido como Ilamatepec - "Cerro Padre" en Náhuat) y es el tercer punto más alto de El Salvador, con una elevación de 2,381 m s. n. m. Su historia geológica se remonta a unos 2 millones de años con erupciones irregulares, tal es el caso de su última erupción en el año 2005, la cual destruyó vegetación, poblados y cultivos. Desde entonces, el Gobierno de El Salvador, a través de la Dirección de Protección Civil prohibió las visitas turísticas u otro tipo de actividad en las inmediaciones del cráter, por su estado activo y potencial peligro para la zona.

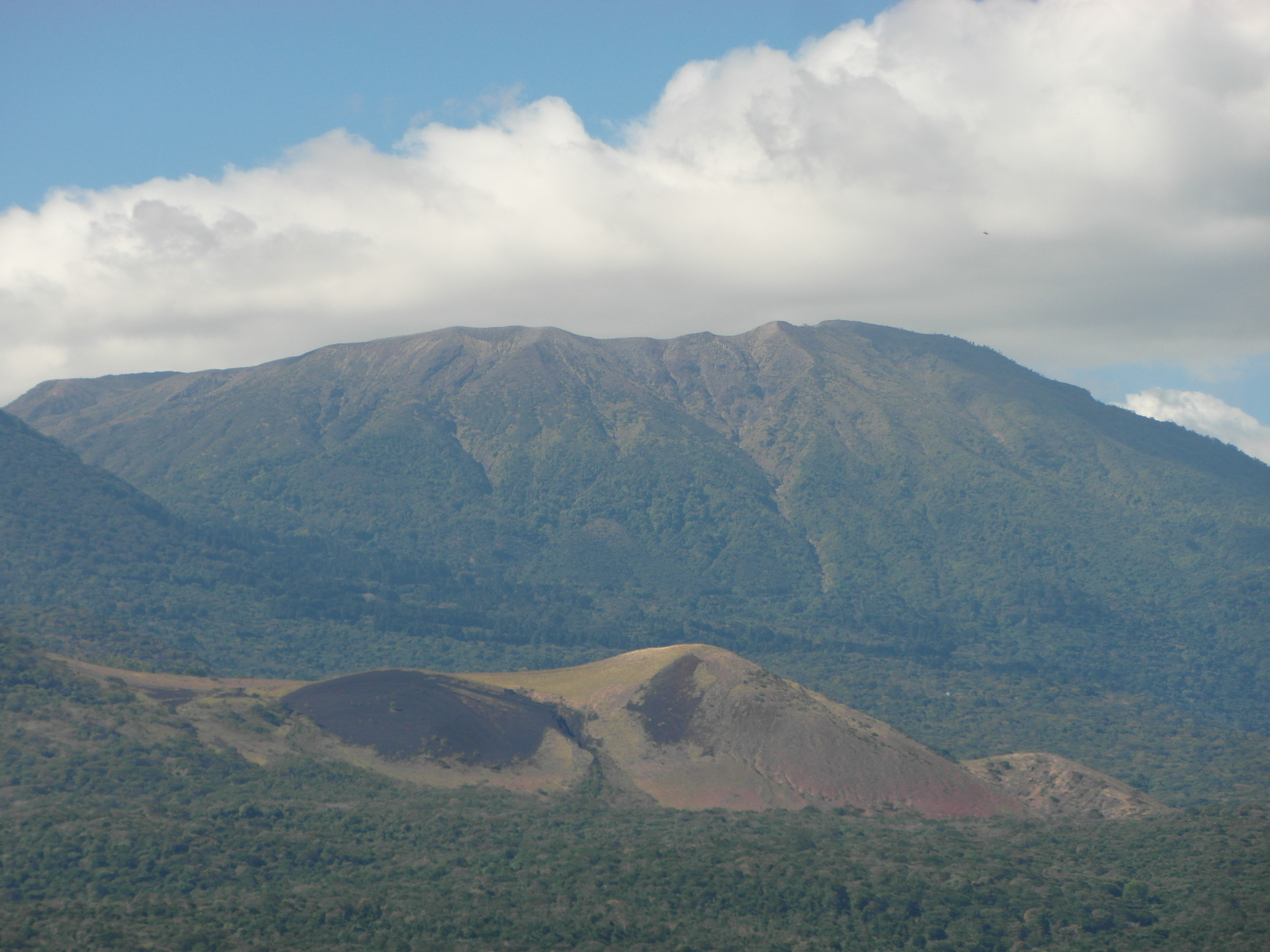
Ilamatepec a la distancia

## Ubicación
Pertenece al Área de Conservación y Reserva de Biosfera Apaneca-Ilamatepec, certificada por UNESCO en septiembre de 2007, se ubica entre los municipios de Santa Ana y Chalchuapa, del Departamento de Santa Ana e Izalco y Nahuizalco del Departamento de Sonsonate.

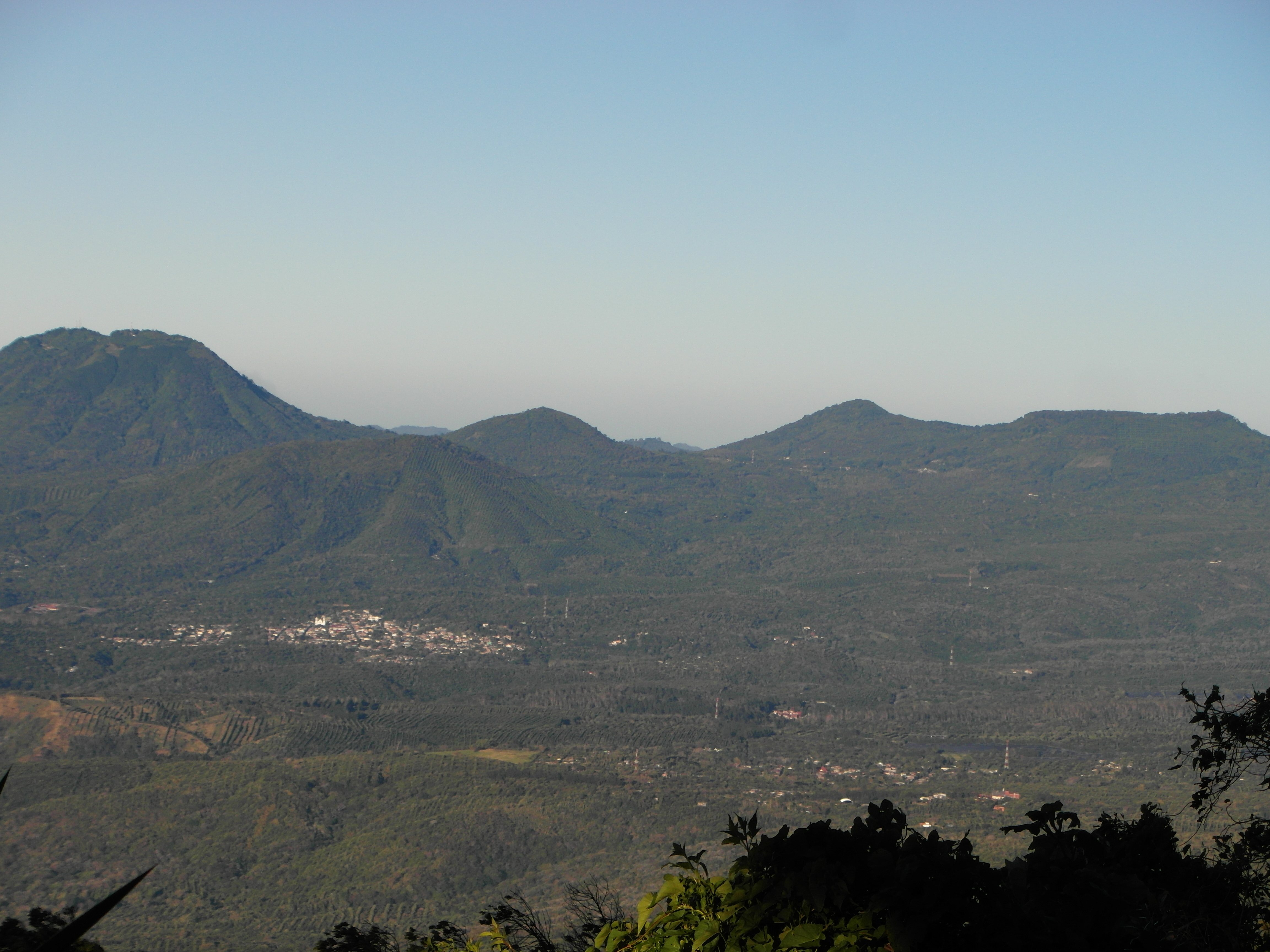
parte de la sierra Apaneca Ilamatepec

Su nombre en Náhuat se refiere a dos expresiones: Chiflón y Cerro La Vieja respectivamente. La característica principal del parque nacional tiene que ver con la vinculación hidrogeológica de los tres volcanes: Izalco, Cerro Verde e Ilamatepec. Está formada por las porciones de San José Miramar, San Blas o Las Brumas,  Ojo de Agua del Venado, Los Andes, El Paraíso, Volcán de  Izalco, la Auxiliadora y el Cerro Verde.
Se ha establecido declaratoria para San Blas, Volcán Izalco, sus lavas y San José Miramar. Posee Plan de Manejo aprobado y de obligatorio cumplimiento desde el 2006. Presenta paisajes espectaculares,  volcanes activos, tres ecosistemas diferentes y es parte de la ecorregión de Bosques Montanos de Centro América. Tiene un potencial turístico de bajo impacto hasta visitaciones masivas y posee sitios con capacidad de infiltración y recarga acuífera con bosques en formación como sucesión primaria sobre colada volcánica.

## Biodiversidad
Flora: Se reportan más de 125 especies de árboles que están presentes en los ecosistemas: Bosque Tropical Siempre Verde Latifoliado Altimontano. Páramo Altimontano y Flujo de lava con escasa vegetación. Predominando las especies depalo de cera, pinabete,  sapuyulo o especies propias de la lava como líquenes, licopodios, gramíneas y agaves; orquídeas de diferentes especies y bromelias conocidas como gallitos. En el páramo existe un grupo de especies únicas en el país; se caracterizan por presentar hojas anchas y achatadas o suaves debido a la presencia de pelos, estas especies se adaptan a los gases sulfurosos y fuertes vientos que ocurren en el volcán.  Aproximadamente existen 134 hectáreas de plantaciones de ciprés que fueron introducidas por los antiguos propietarios.
Fauna: Entre los mamíferos se encuentran: coyotes, zorro espín, venado, tigrillo. Aves: gavilán cola corta, halcón de monte y águila negra entre otras. Es una de las pocas áreas naturales donde se han realizado monitoreo de aves, mamíferos, anfibios, reptiles.
Servicios ecosistémicos y atención a visitantes: Cuenta con dos centros de visitación en los sectores de San Blas y Los Andes. Posee instalaciones para alojamiento de investigadores, turistas, áreas de acampar, salón de usos múltiples, miradores y senderos para caminatas que conducen al Cráter volcánico y área para fogata. Entre los servicios ecosistémicos cabe mencionar el abastecimiento de agua a las comunidades, la belleza escénica, la recreación y el turismo.

## Clima

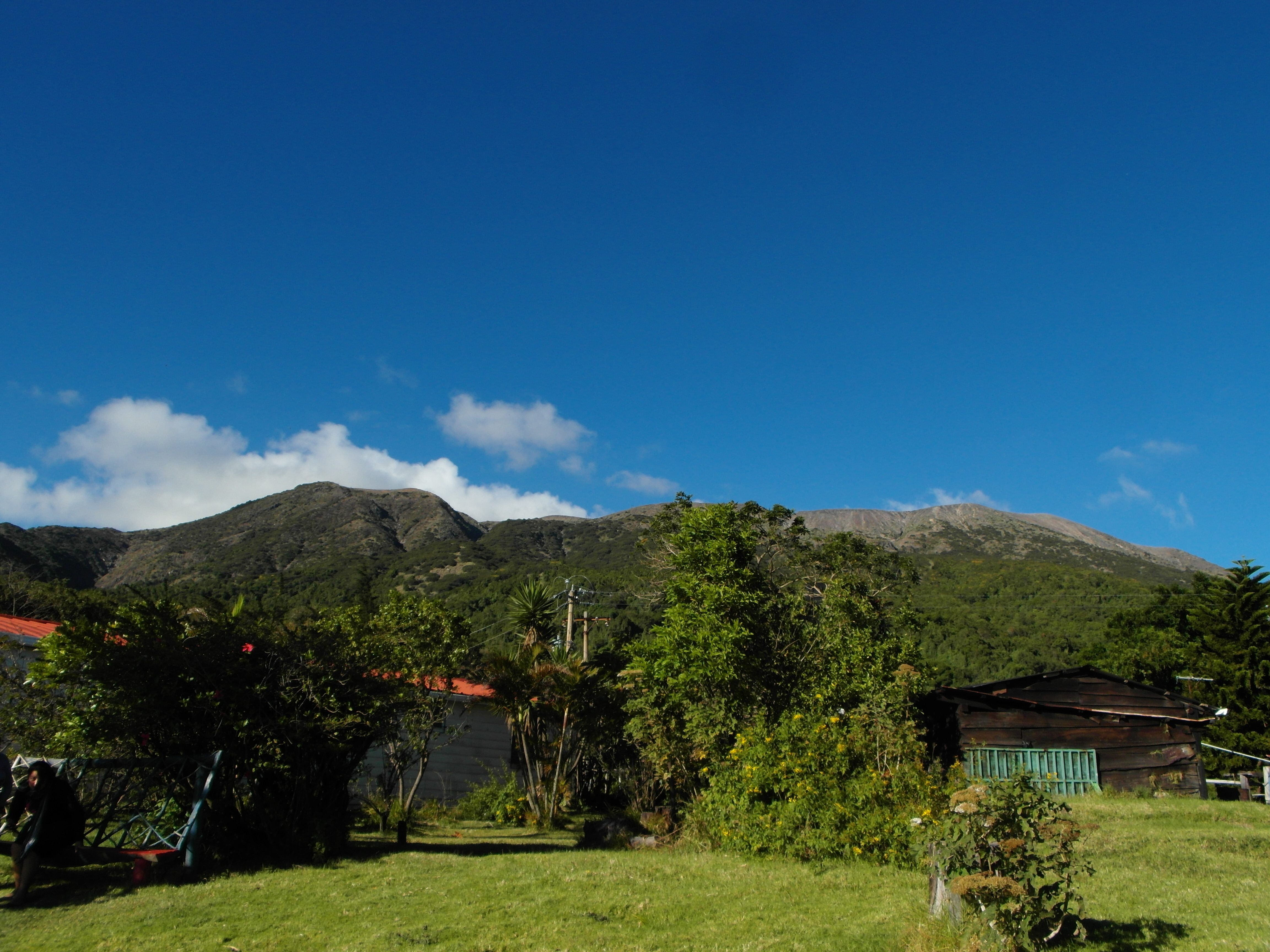
Ilamatepec a la proximidad

El clima es fresco, en promedio ronda los 6 °C a 8 °C, aunque puede variar bruscamente a un ambiente más cálido, este cambio depende en gran medida a la luz solar.  Al principio o final del día, como cuando hay presencia de nubes, la temperatura desciende, al igual que con el viento. Un día normal, se puede disfrutar de un clima entre 16 °C a 24 °C. En los meses de mayo a octubre llueve copiosamente, por lo que se recomienda acampar en los meses restantes.

## Turismo
Para los amantes de las caminatas al aire libre y los bellos paisajes, en el Parque se permite el acceso a las cumbres de los tres Volcanes.
Estación de Guardaparques sector San Blas. Parque Nacional Los Volcanes. El Salvador.
El Parque Nacional Los Volcanes cuenta con tres accesos habilitados para turistas: 
1. El Sector Cerro Verde, de fácil acceso por carretera pavimentada (Carretera a Cerro Verde). 
Posee un turicentro administrado por el Instituto Salvadoreño de Turismo, senderos, orquidario, miradores, cafetería, guías locales y un hotel de montaña pronto a reabrirse. Desde aquí se organizan las caminatas a los otros volcanes con escolta de policía de turismo. 
2. El Sector San Blas, con acceso vehicular a través de 200 metros de una derivación de tierra y piedra, 11 kilómetros después del desvío al Cerro Verde, cuenta con una estación de guardaparques, cafetería, cabañas tipo “mochilero” y una versión más confortable tipo iglú. Desde aquí parten senderos hacia las cumbres de los tres volcanes. 
3. El Sector Los Andes, 6.5 km por calle de tierra (se requiere 4x4) desde la Carretera a Cerro Verde (8.4 kilómetros después del desvío), es el más privado, con estación de guardaparques, centro de visitantes, infraestructura para capacitaciones y eventos; estación biológica, áreas de campamento y almuerzo debidamente equipadas, orquidario, comedor, albergue ecológico tipo “deckcamping” y sendero al cráter de Santa Ana.
Existen muchos lugares que ofrecen cabañas y campos para acampar, todo debe de a hacerse con previa reservación para evitar inconvenientes, les mostramos un video de una finca para acampar en el parque los volcanes, Vacaciones en el Parque Los Volcanes. El Salvador.
En general el clima es fresco. Como en el resto del país, los mejores meses para actividades de campo son mayo, junio, octubre, noviembre y diciembre; aunque una visita en cualquier otro momento también le resultará placentera. 
Por razones de seguridad las caminatas a las cumbres de los volcanes de Izalco y Santa Ana deben hacerse en compañía de guías locales y personal especializado; infórmese en las estaciones de guías, guarda-recursos y Policía de turismo. 

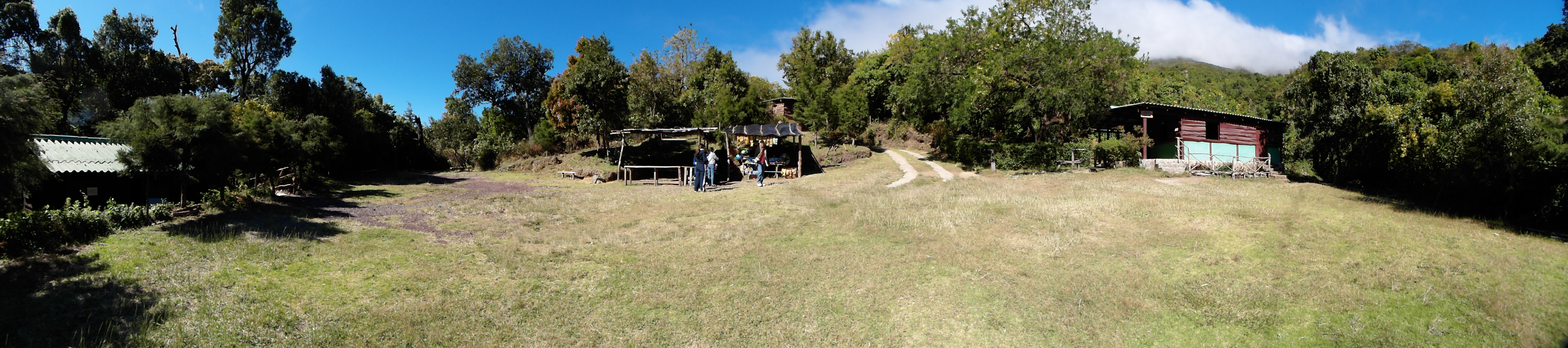
Estación de Guardaparques Sector San Blas

## Reglamento interno para el turismo en el Parque Nacional Los Volcanes
- Existe un registro obligatorio en las casetas de entrada del Parque.
- El ingreso de bebidas embriagantes está prohibido, así como fumar dentro del Parque.
- Depositar la basura en bolsas plásticas, y retirarla del área.
- El uso de altavoces y bocinas de vehículos están prohibidas ya que afecta el comportamiento de la fauna silvestre.
- Si porta armas deberá dejarlas en la caseta de entrada.
- Atienda las sugerencias de los Guías y guardaparques, ellos están autorizados para aplicar la Ley de Áreas Naturales Protegidas.
- Es obligatorio ascender al cráter custodiado por agentes de POLITUR o Guías Turísticos.
- Hacer fogata y cocina solo se permite en los sitios indicados dentro del área natural.
- Manchar, calar o rallar rocas, árboles, hornillas, mesas, rótulos y cabañas no es permitido.
- Los visitantes y personas de las comunidades internas del Parque deben abstenerse de conducir bicicletas y motos, así como montar caballos o conducir ganado por las calles y senderos.
- Los Guardaparques decomisarán aparatos de sonido, armas de fuego, corvos, hondillas, bebidas embriagantes y mascotas.
- Hacer escándalos, quemar pólvora, gritar, tocar instrumentos musicales, encender aparatos de sonido o intimidar a terceras personas está prohibido.
- Debe tener precaución al conducir su vehículo, la velocidad máxima es de 10 kilómetros por hora en el caso del Sector Los Andes.

## Galería

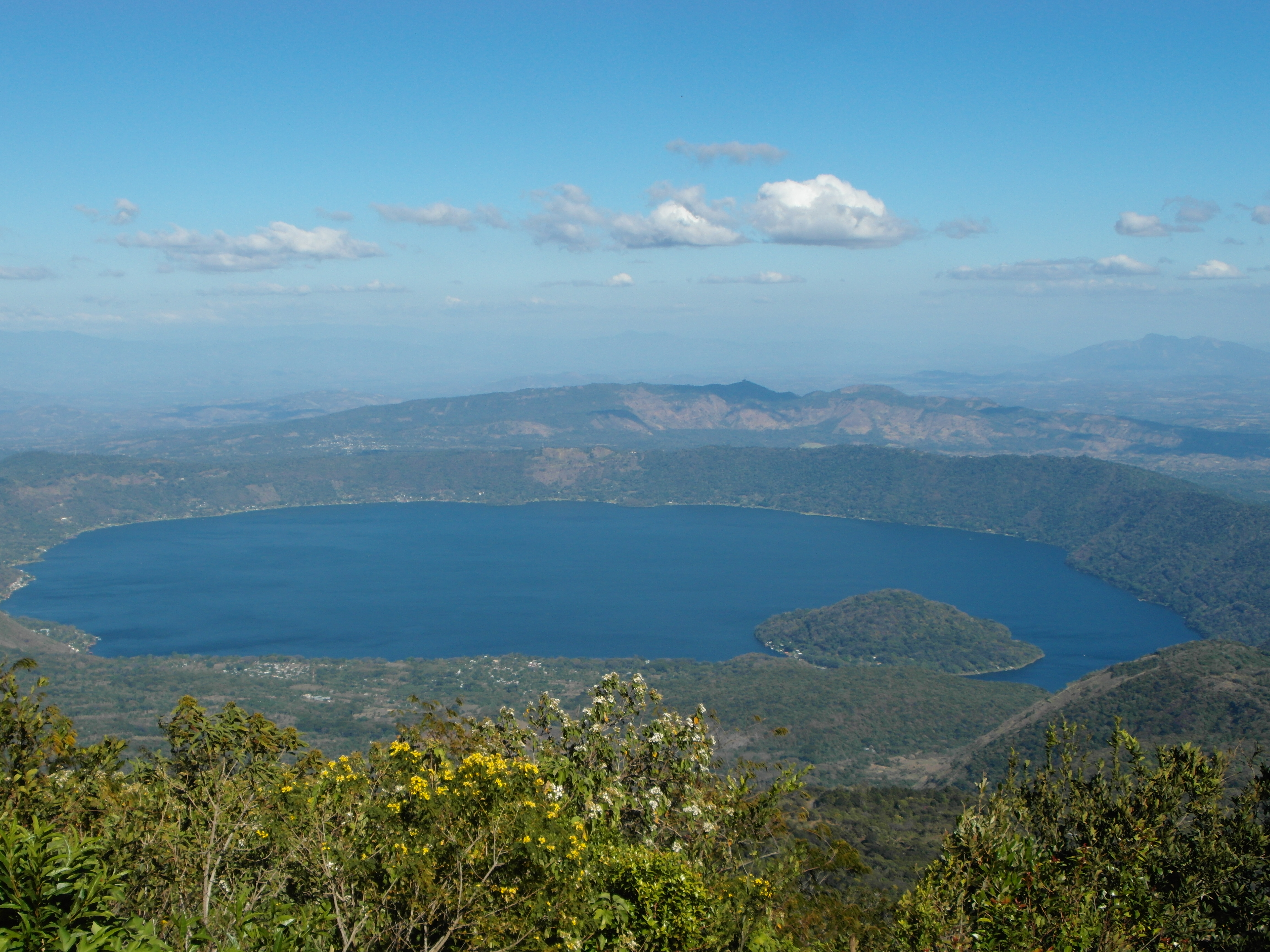
vista del lago de coatepeque
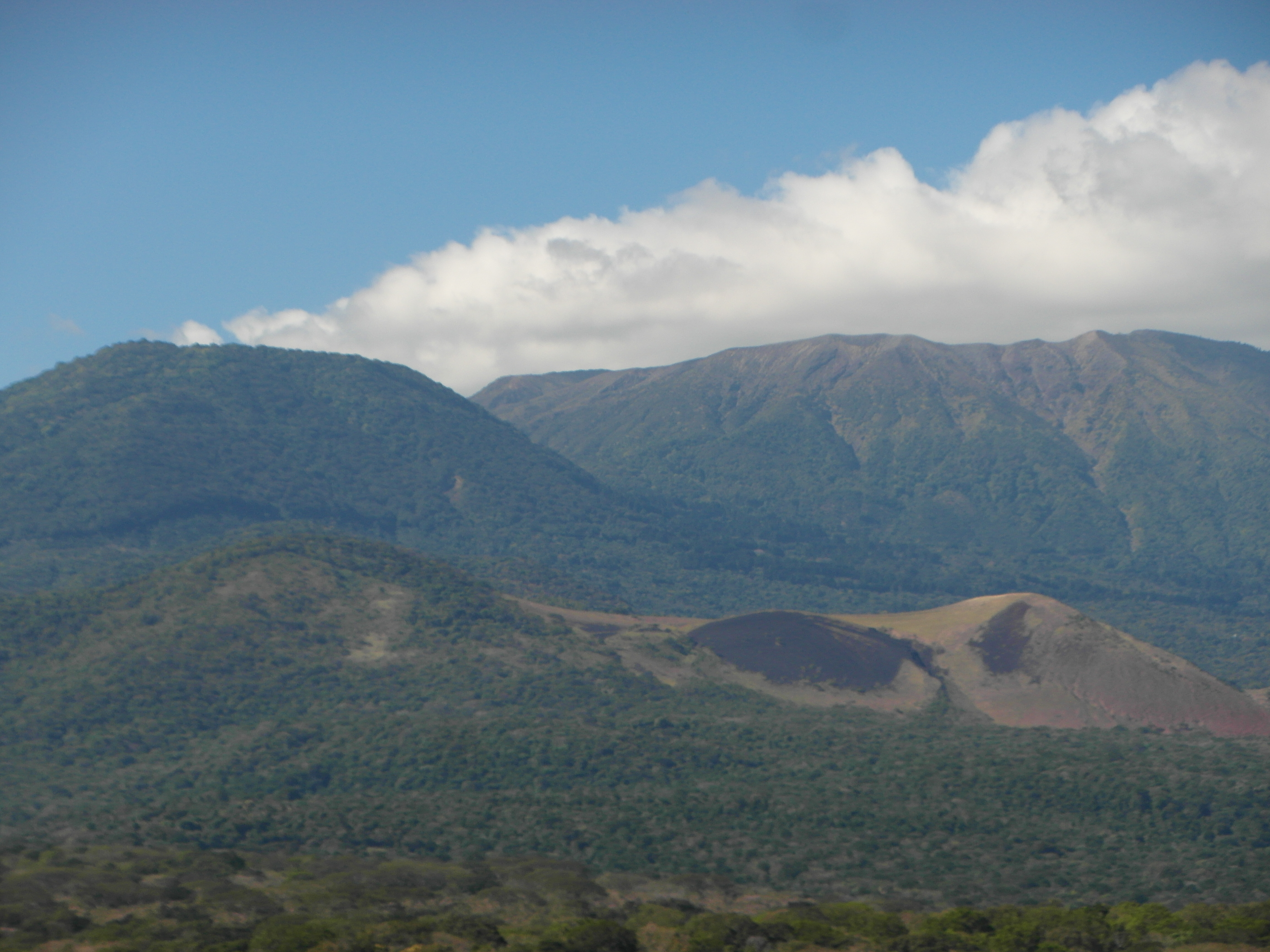
Parte del complejo los volcanes
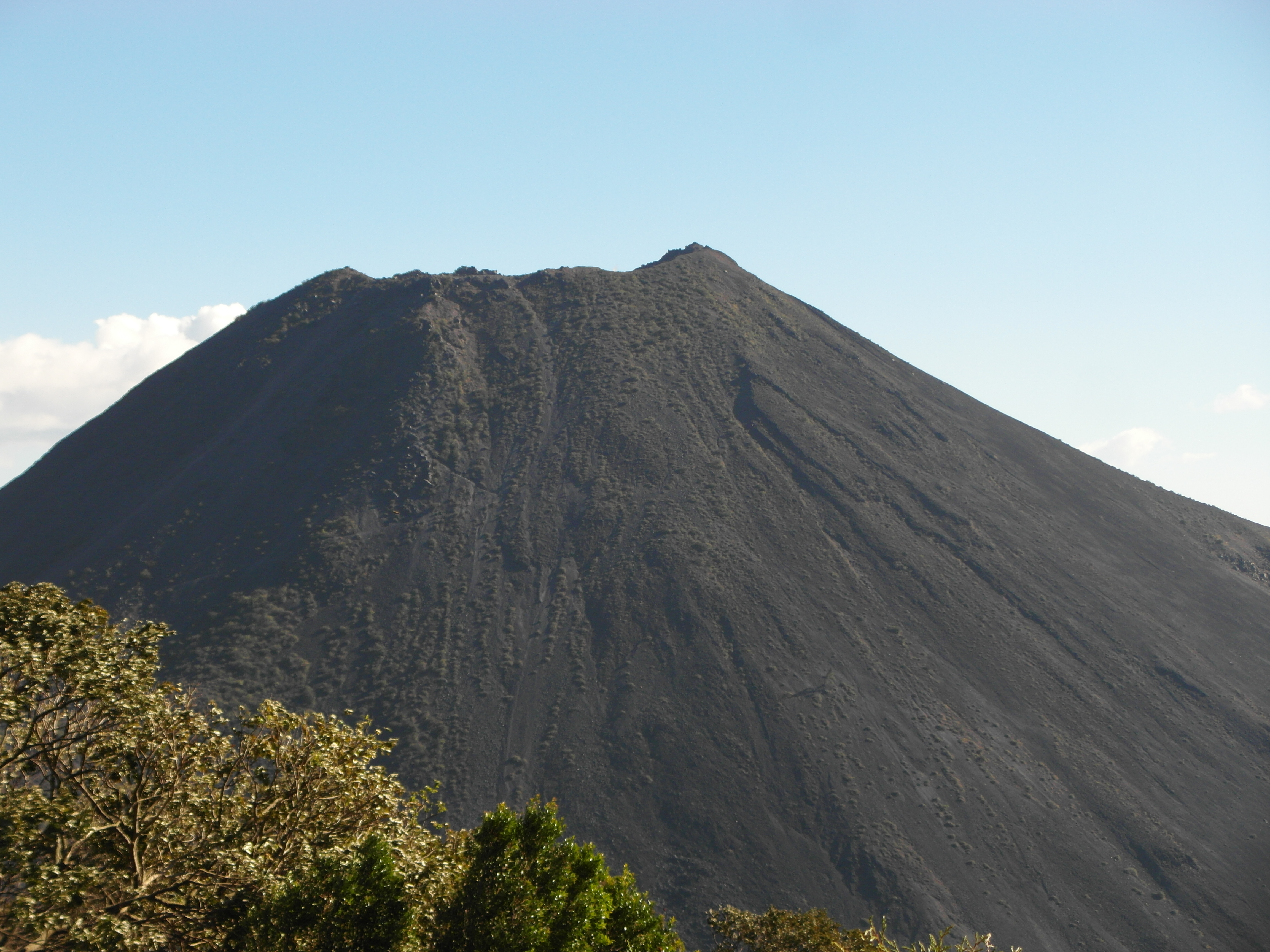
el izalco a la vista
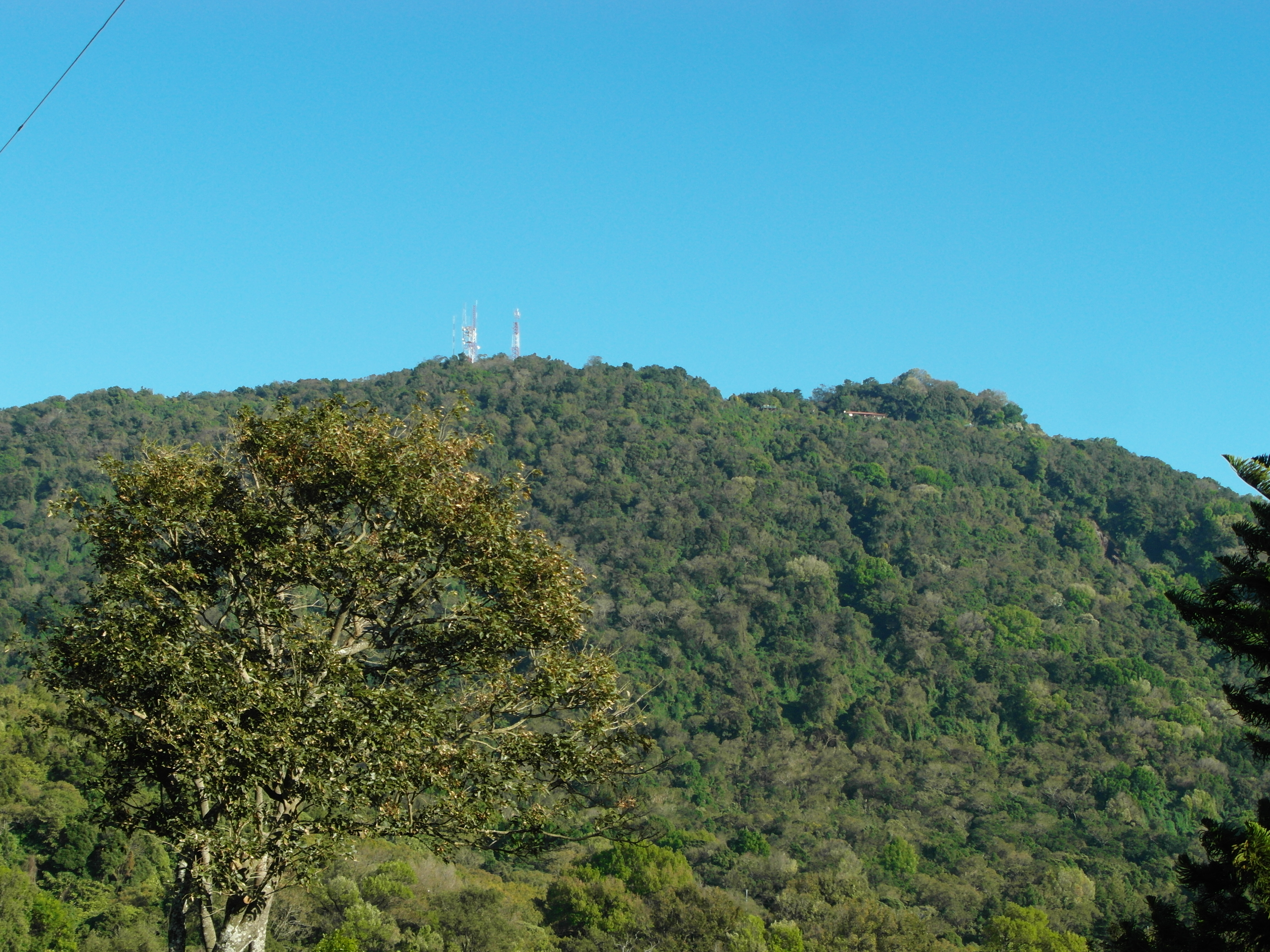
vista del cerro verde a la proximidad
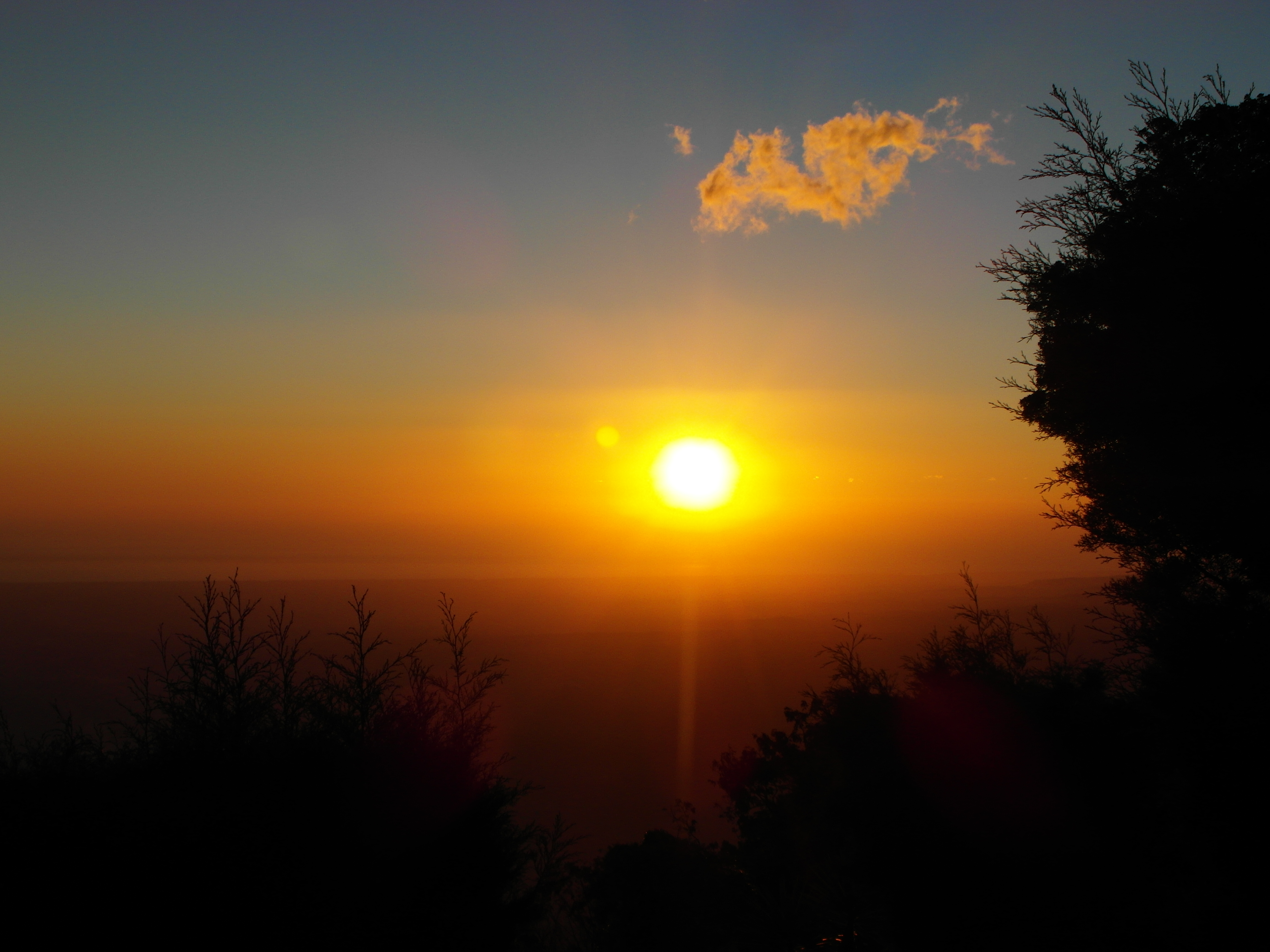
una puesta del sol en El Salvador
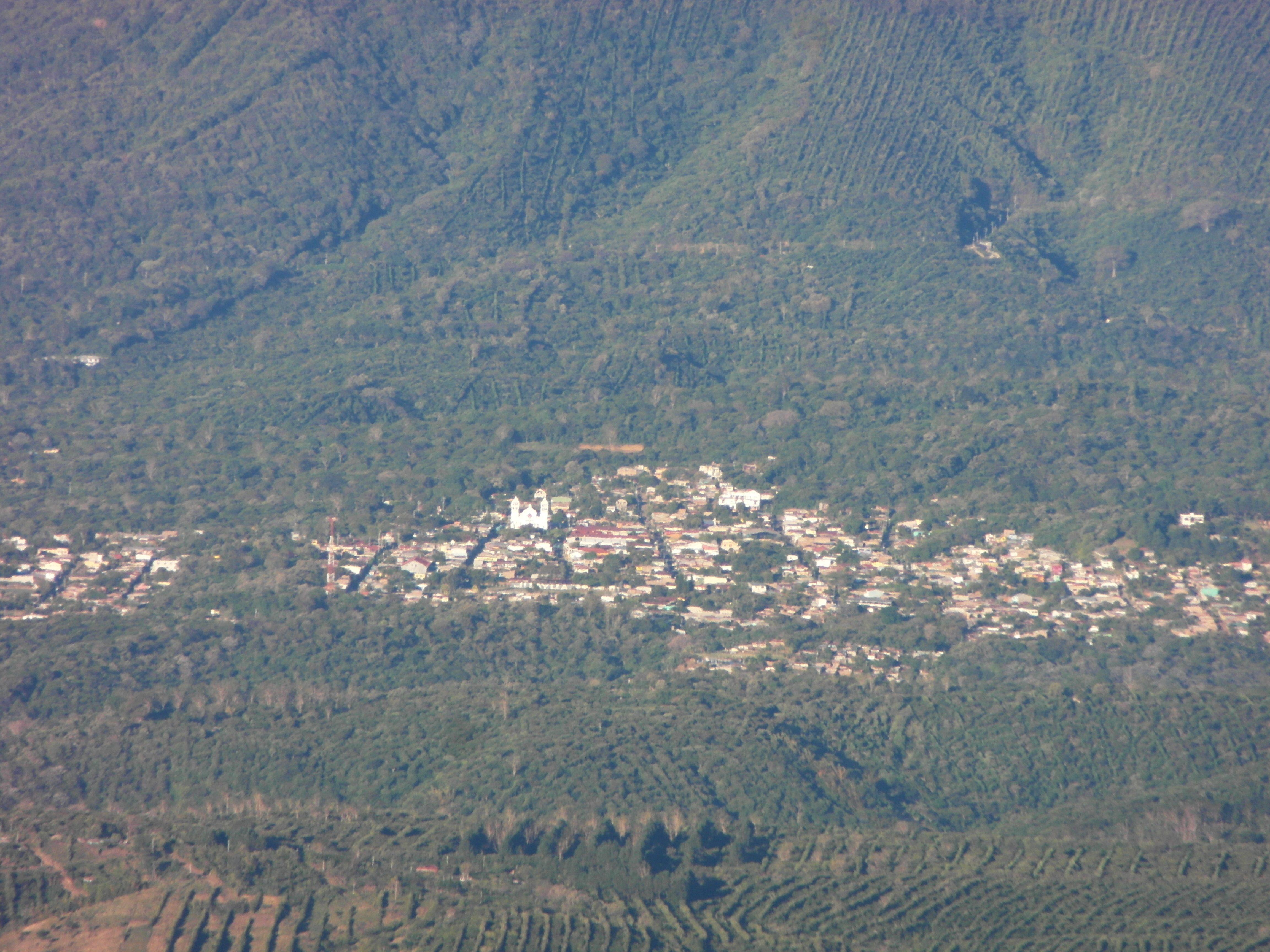
pueblito de apaneca a la distancia
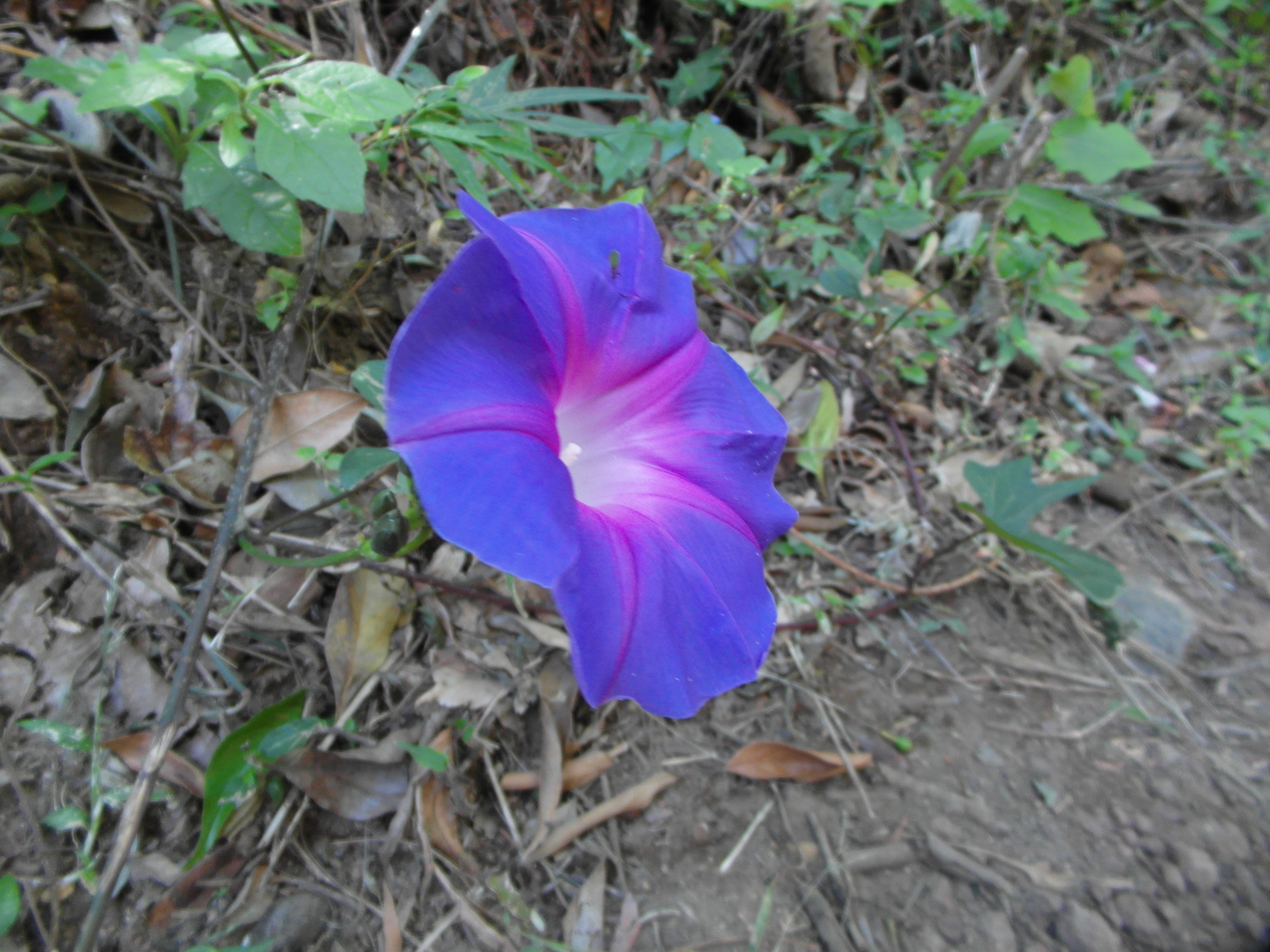
flor en el cerro verde
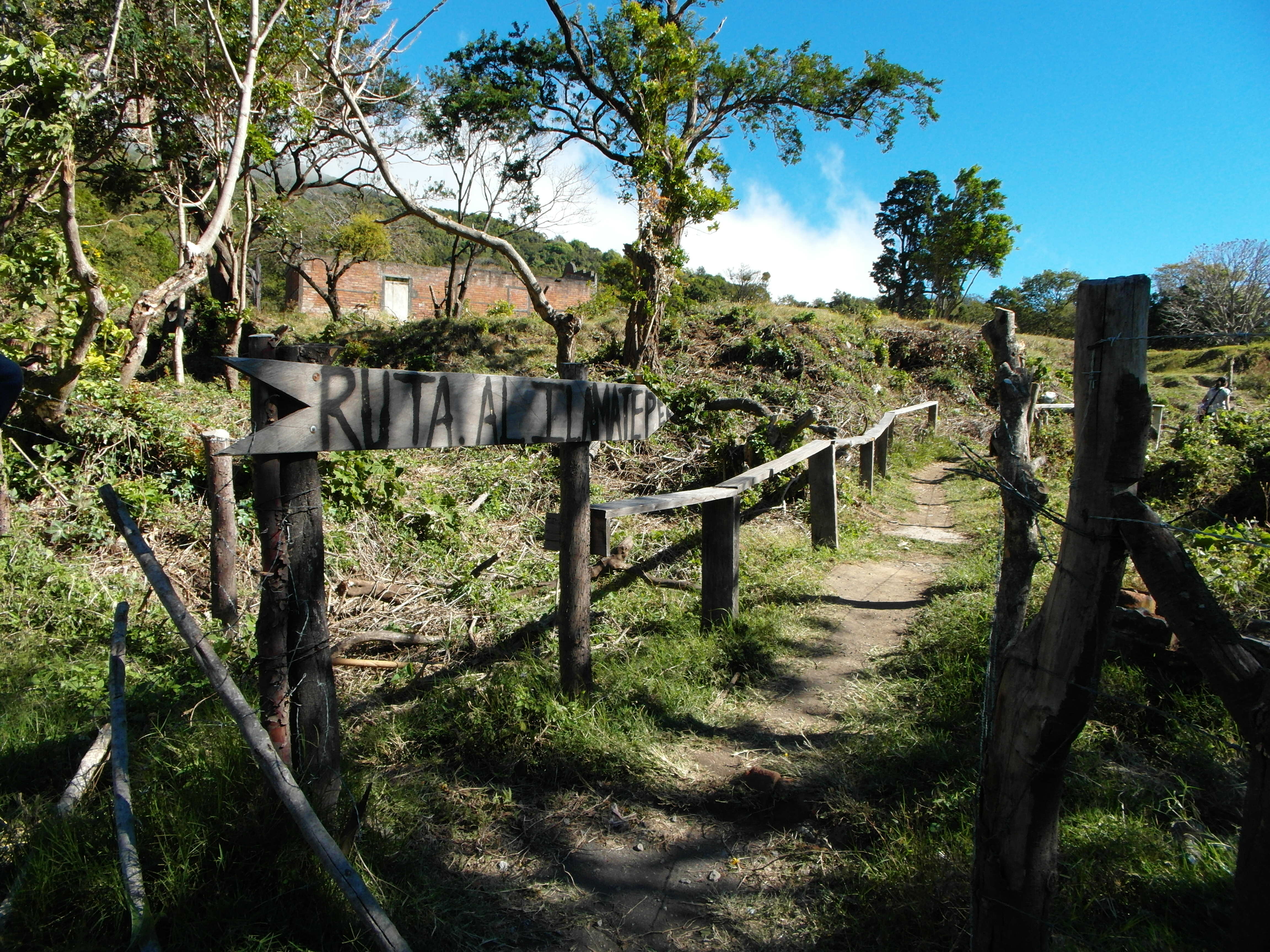
sendero al cráter del ilamatepec
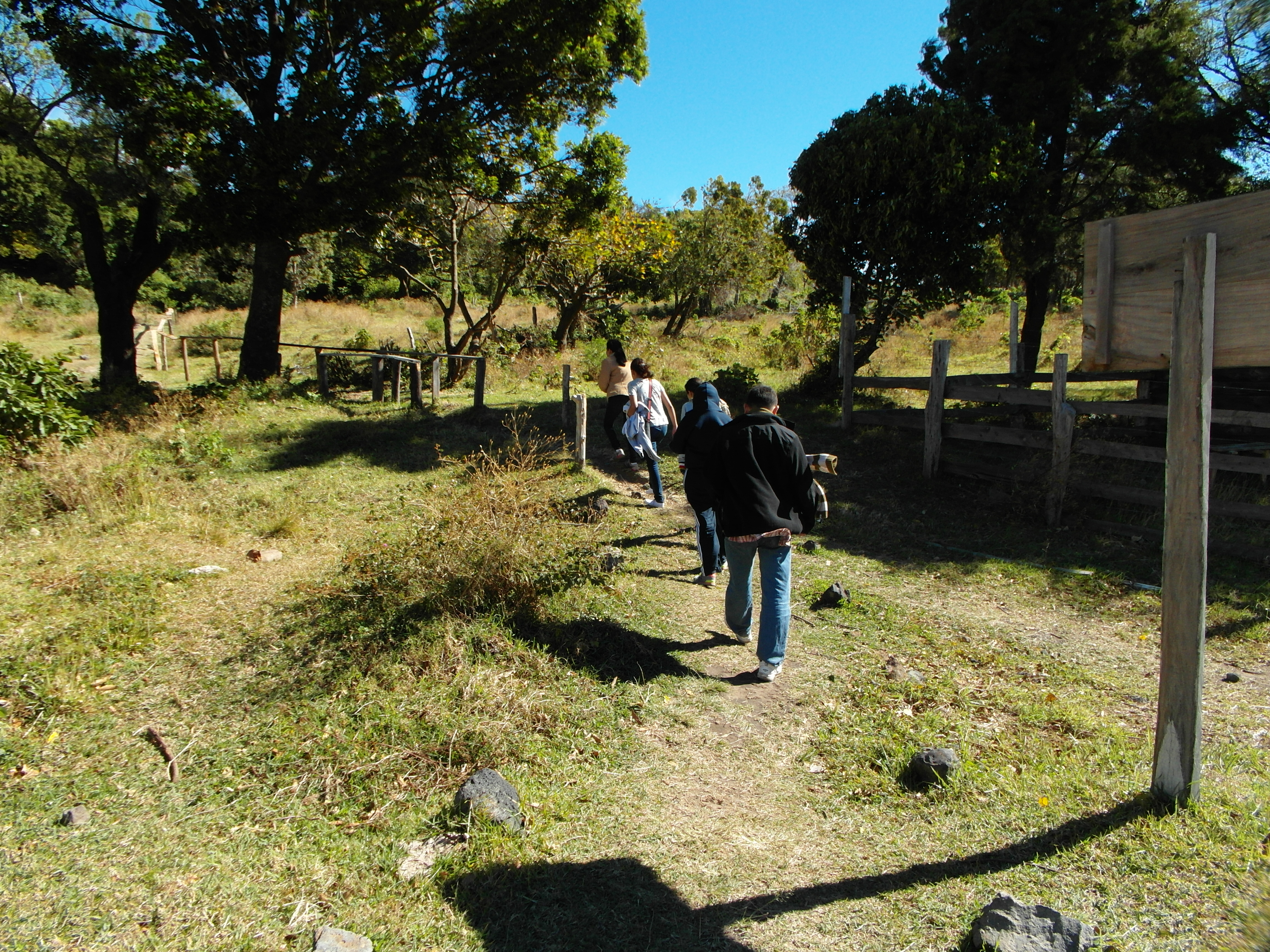
sendero al cráter en casa de cristal
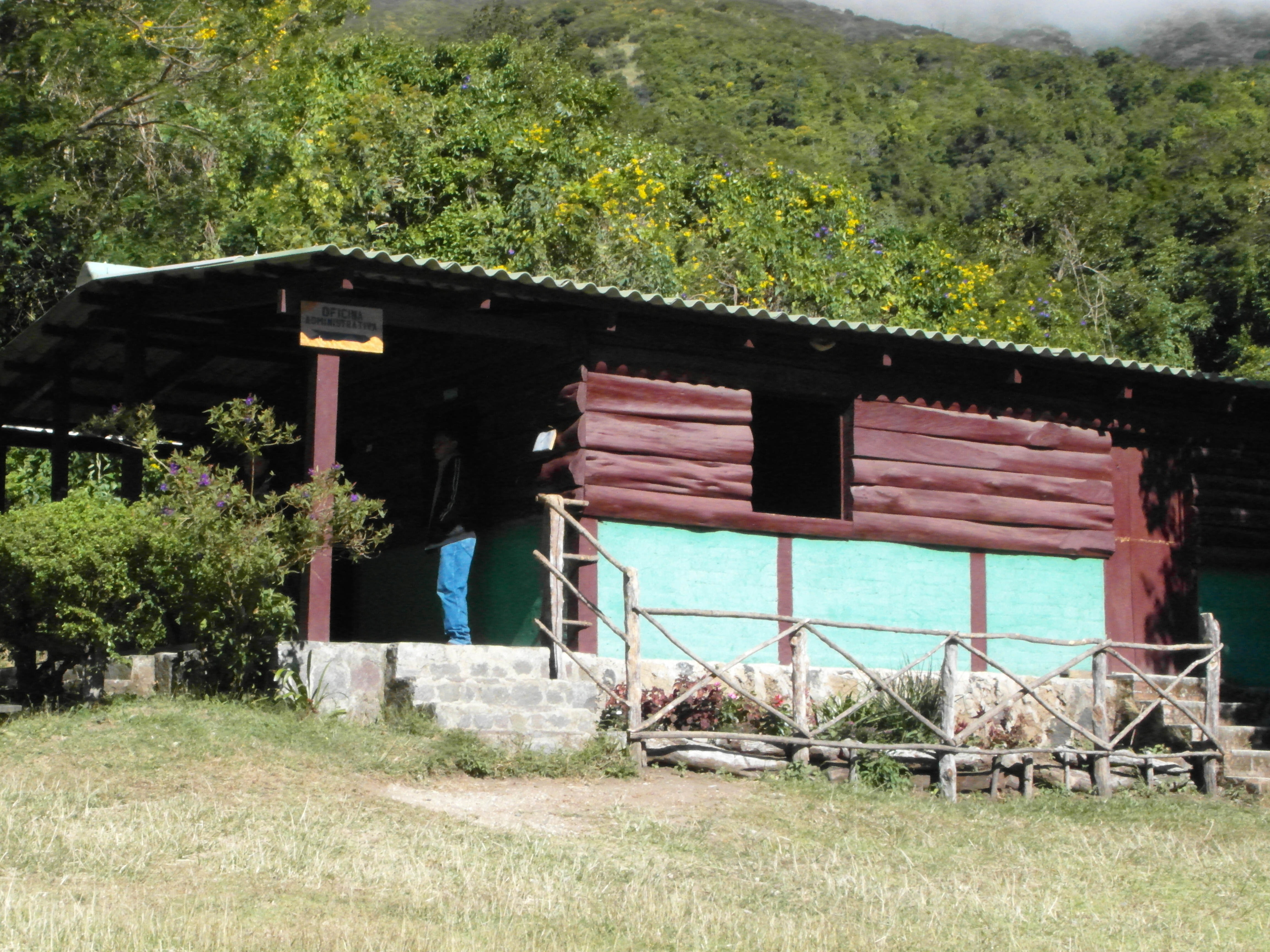
guardaparques en San Blas
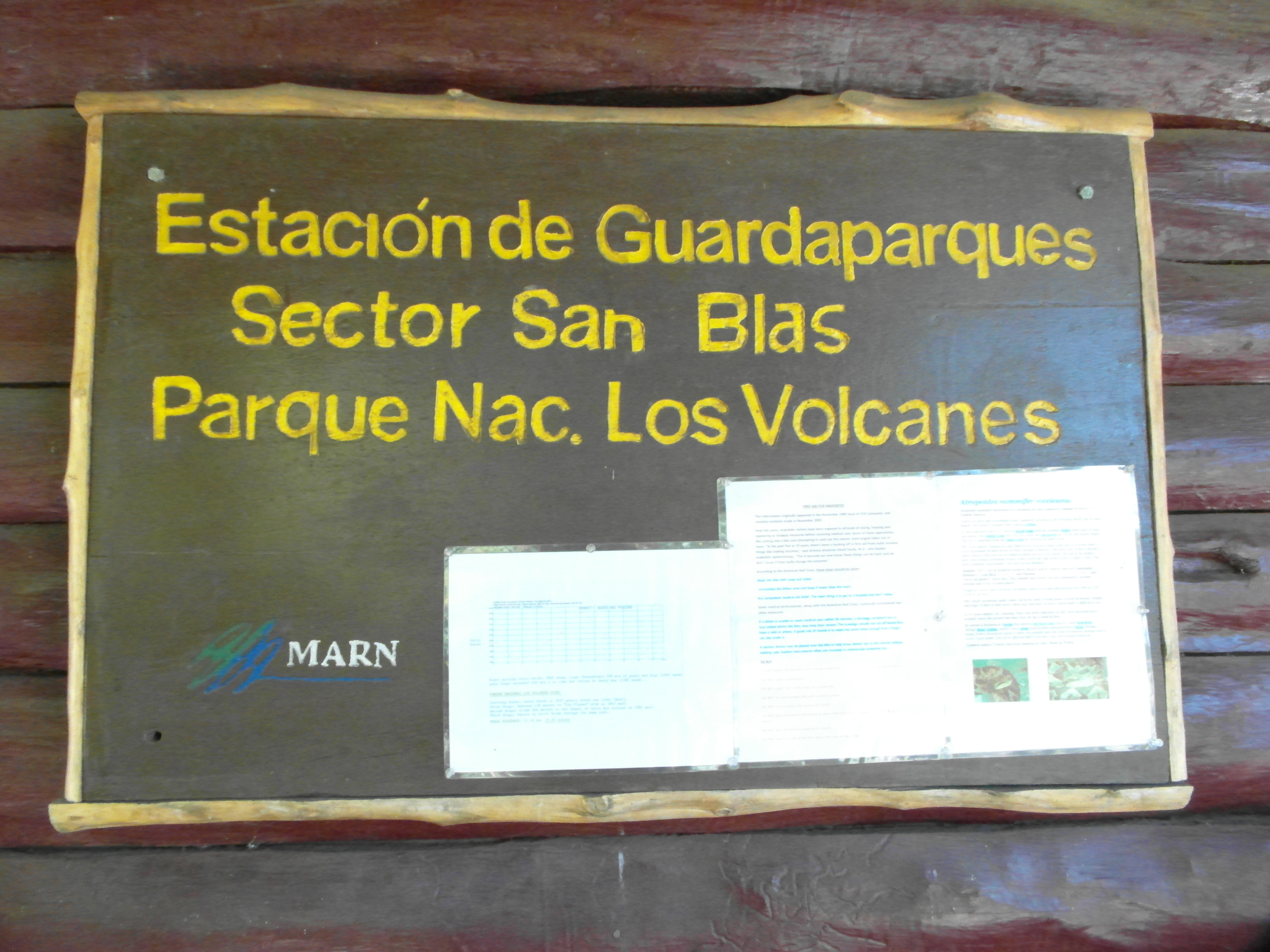
en San Blas caseta
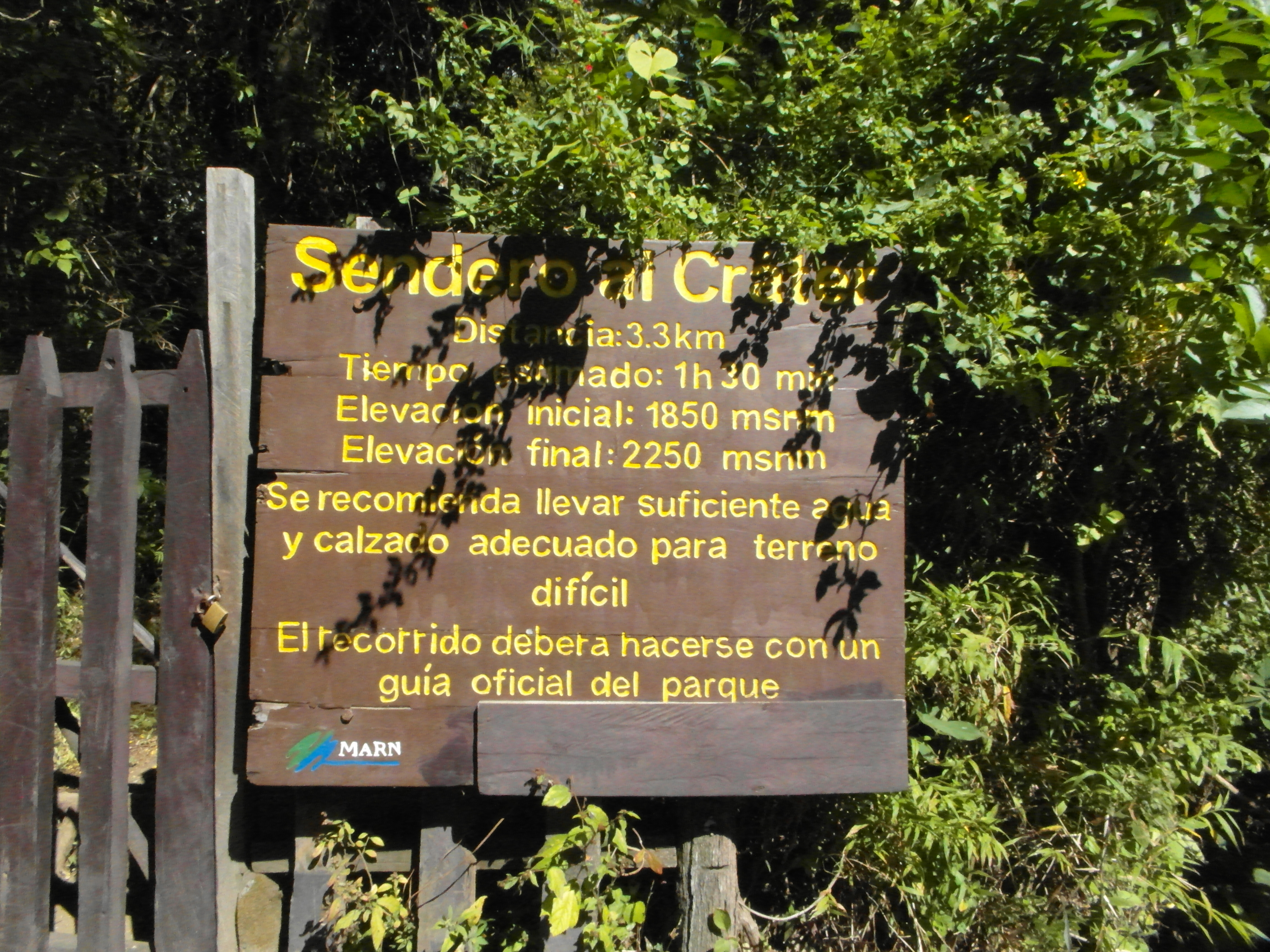
información subida al cráter
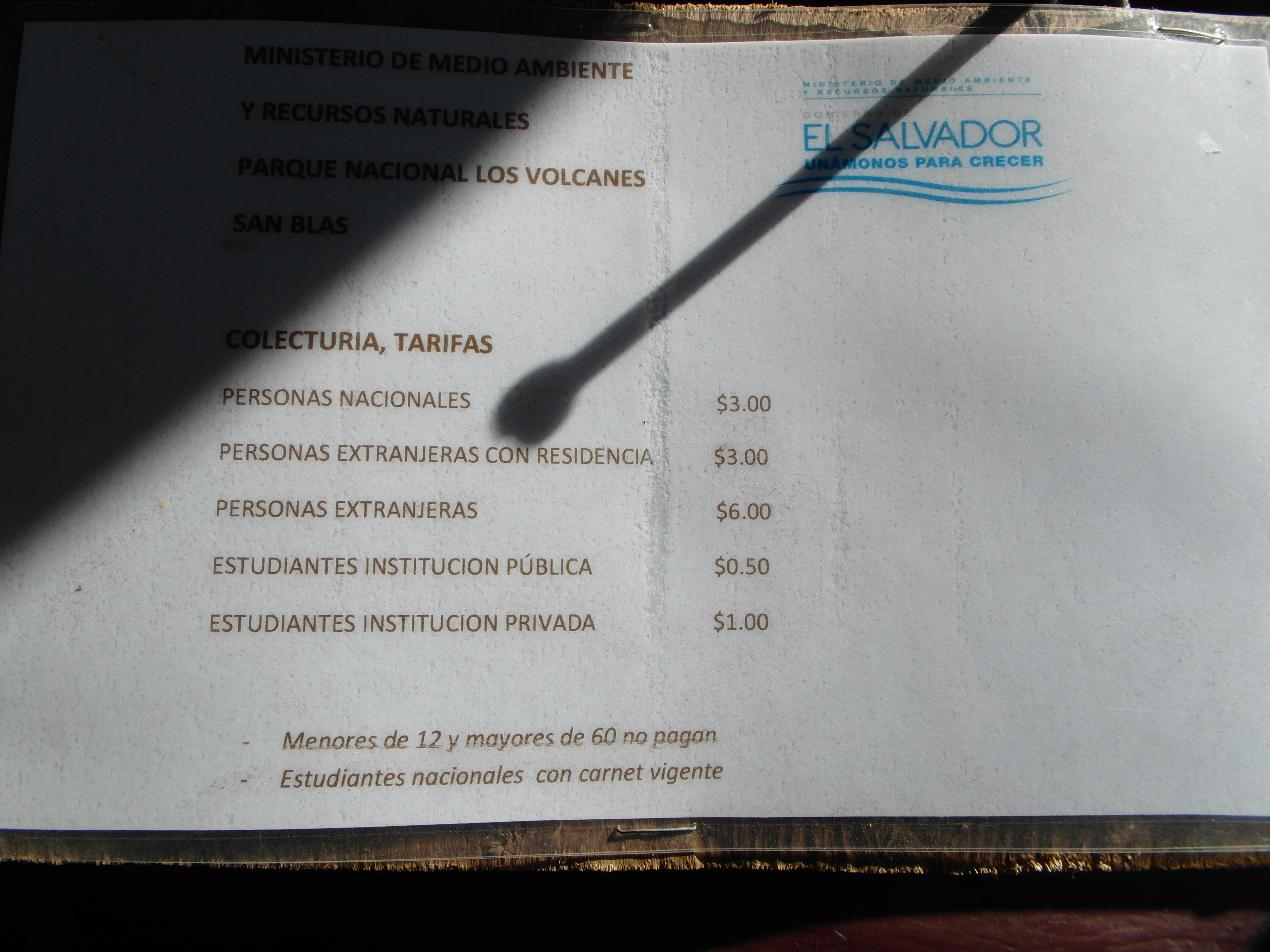
precios para subir al cráter del ilamatepec
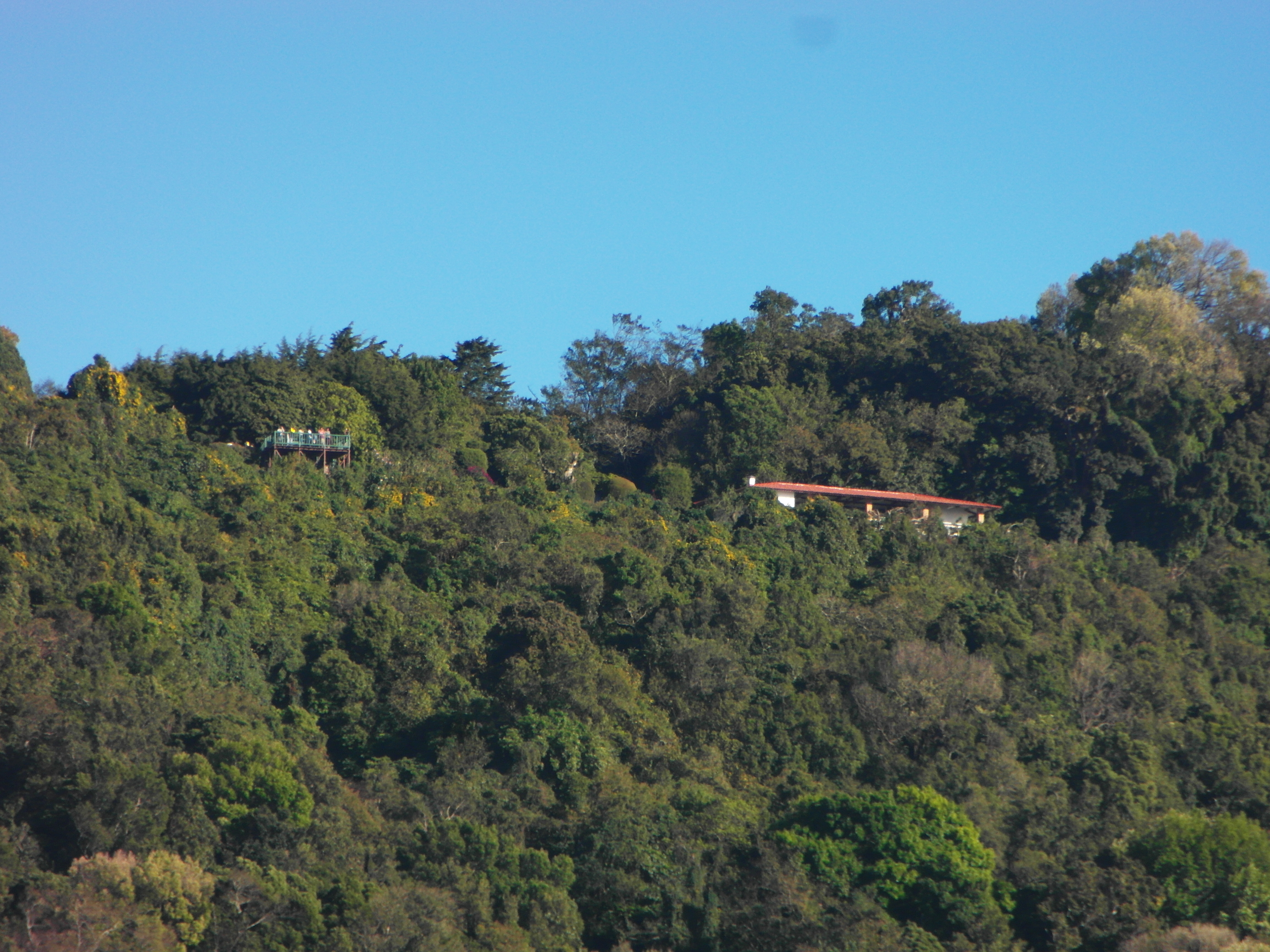
mirador a la distancia
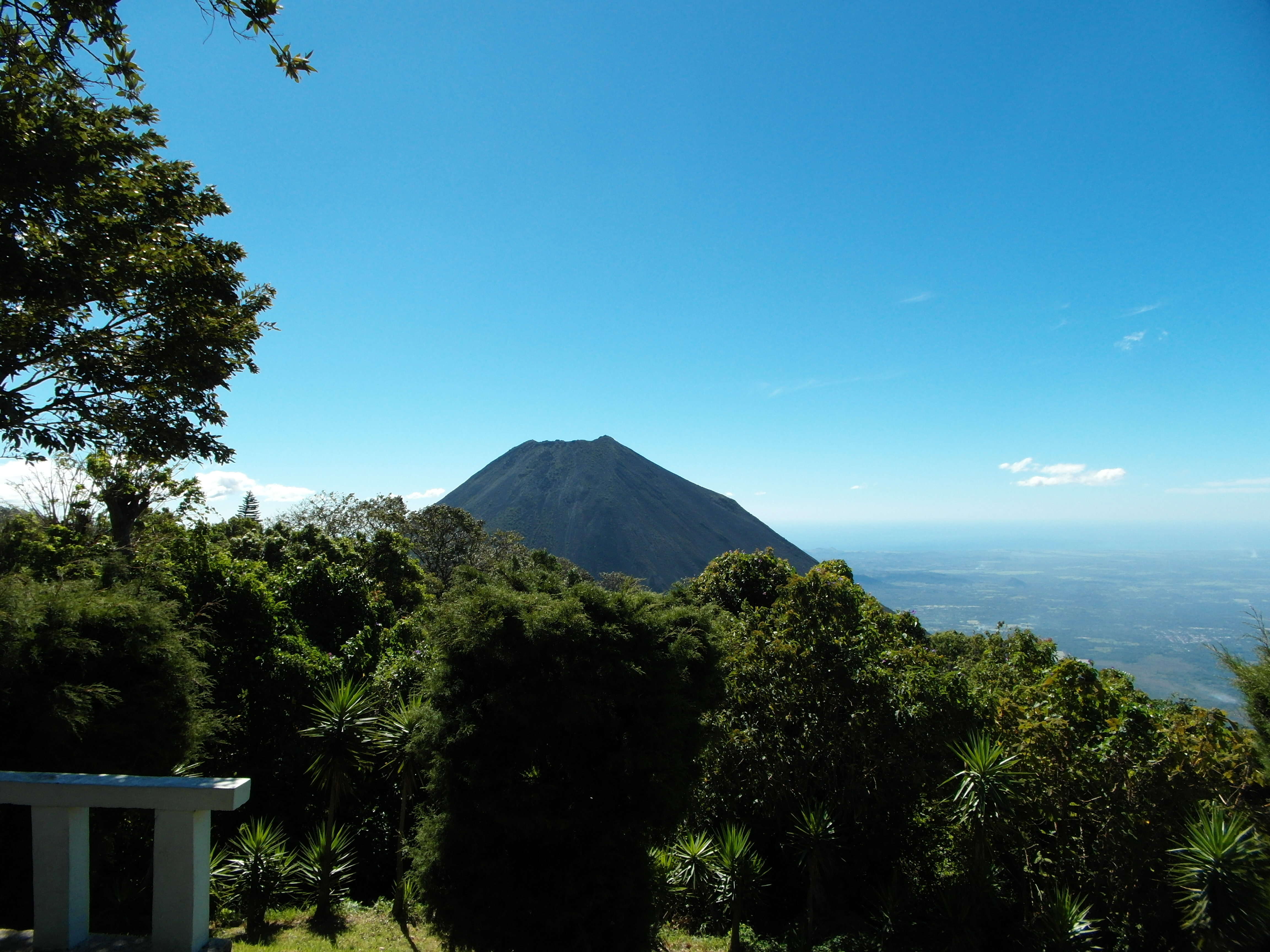
Impresionante Vista del Izalco